# 十一月十四日鎮
十一月十四日鎮（西班牙語：Catorce de Noviembre），是巴拿馬的城鎮，位於該國中西部，由貝拉瓜斯省的里奧德赫蘇斯區負責管轄，面積56.7平方公里，2010年人口787，人口密度每平方公里13.9人。